# Franck Azzopardi
Pour les articles homonymes, voir Azzopardi.
Franck Azzopardi, né le 12 mai 1970 à Châtellerault, est un joueur de football français.

## Biographie
Ancien milieu de terrain, il est le joueur qui fait le plus d'apparitions sous les couleurs niortaises (438 matchs en 16 saisons). 
Il met un terme à sa carrière en 2005, et prend alors en charge l'équipe des moins de 16 ans des Chamois niortais. En Juillet 2009, il devient entraîneur adjoint, au côté de l'entraîneur Pascal Gastien en CFA. Il est nommé en 2014 directeur du centre de formation du club.  Le 26 février 2018, il prend la succession temporaire de Denis Renaud au poste d'entraineur de l'équipe professionnelle des Chamois niortais  en compagnie de Carl Tourenne et de Jean-Philippe Faure.